# 라인의 감시
《라인의 감시》(Watch On The Rhine)는 미국에서 제작된 허먼 슘린 감독의 1943년 드라마 영화이다. 베티 데이비스 등이 주연으로 출연하였고 할 B. 월리스 등이 제작에 참여하였다. 릴리언 헬만의 1941년 희곡 Watch on the Rhine에 기반을 둔다.

## 출연

### 주연
- 베티 데이비스
- 폴 루카스

### 조연
- 제럴딘 피처럴드
- 루실 왓슨
- 벨루아 본디
- 조지 컬러리스
- 도널드 우즈
- 헨리 다니엘
- 에릭 로버츠
- 도널드 부카
- 안소니 카루소
- 헬무트 단틴
- 클라이드 필모아
- 어윈 캘저
- 커트 채치
- 클라렌스 뮤즈
- 프랭크 L. 윌슨
- 자니스 윌슨
- 매리 영
- 루돌프 앤더스

## 제작진
- 원작자 : 릴리언 헬만
- 미술 : 칼 줄리스 웨일
- 의상 : 오리 켈리